# Talp de Kobe
El talp de Kobe (Mogera kobeae) és una espècie de mamífer de la família dels tàlpids. És endèmic del Japó. Hi ha científics que creuen que és un sinònim de M. robusta o M. wogura.